# 2010년 아시안 게임 동티모르 선수단
 동티모르는 2010년 11월 12일부터 11월 27일까지 중화인민공화국 광저우에서 열리는 2010년 아시안 게임에 참가하였다.
공수도, 복싱, 비치발리볼, 사이클, 역도, 육상, 탁구, 태권도 8개 종목에 23명의 선수를 출전시켰으나 메달을 획득하지는 못 하였다.